# Пасма (река)
Пасма (Кюме) — река в Мурманской области России. Протекает по территориям городских округов Ковдорский район и город Полярные Зори с подведомственной территорией и по территории Кандалакшского района. Впадает в озеро Имандра.
Длина реки составляет 65 км. Площадь бассейна 762 км².
Берёт начало на западном склоне горы Медвежья на высоте свыше 187 м над уровнем моря. Протекает по лесной, местами болотистой местности. Проходит через озёра Риколатва, Кюме, Стариково, Длинное, Вадгуба, Вадозеро, Сухое и Пасма. Впадает в губу Чирвасгуба озера Имандра на высоте 128 м над уровнем моря. На реке расположен посёлок Риколатва.

## Данные водного реестра
По данным государственного водного реестра России относится к Баренцево-Беломорскому бассейновому округу, водохозяйственный участок реки — река Нива, включая озеро Имандра. Речной бассейн реки — бассейны рек Кольского полуострова и Карелии.
Код объекта в государственном водном реестре — 02020000312101000009649.